# Alex Parker (produttore)
Alex Parker (2 giugno 1991) è un direttore d'orchestra, compositore e produttore teatrale inglese.

## Biografia
Dopo essersi laureato all'Università di Birmingham nel 2012, debutta professionalmente come assistente del direttore musicale per la produzione del Soho Theatre di Soho Cinders. Svolge la stessa funzione nel 2013 per il primo workshop della produzione di Merrilly We Roll Along diretta da Maria Friedman e per l'ultimo musical di Andrew Lloyd Webber Steven Ward, incentrato sullo scandalo Profumo. Nel 2013 è direttore d'orchestra e produttore del concerto Jule, Jerry & Steve, in cui si celebra l'opera dei compositori Jule Styne, Jerry Herman e Stephen Sondheim; facevano parte del cast anche Fra Fee, Janie Dee, Killian Donnelly, Alistair Brammer e Caroline Sheen.
Nell'agosto 2014 ha curato la direzione musicale della prima produzione londinese della rivista Marry Me a Little. Nel gennaio 2015 produce uno speciale concerto in scena al Palace Theatre di Londra per festeggiare il quarantesimo anniversario del musical di Stephen Sondheim A Little Night Music, che ha visto in scena Janie Dee, Anne Reid, Jamie Parker, Joanna Riding, Fra Fee e Nadim Naaman; oltre ad ever prodotto l'evento, Parker ne ha anche diretto l'orchestra. Dal marzo dello stesso anno, Alex Parker diventa direttore d'orchestra di Les Misérabes al Queen's Theatre di Londra. Nel marzo 2016 debutta The Music of Katie and Alex al St James Theatre, con la musica composta dallo stesso Parker insieme a Katie Lam e in giugno dirige l'orchestra del concerto per il sessantesimo anniversario di My Fair Lady. Nel maggio 2019 ha prodotto e condotto l'orchestra di un'edizione semiscenica di Carousel alla Cadogan Hall, con Janie Dee, Joanna Riding e Hadley Fraser. Nello stesso anno cura anche la direzione musicale del musical Mame in scena a Manchester e The Color Purple in scena a Leicester.